# Round & Round
Round & Round é uma canção da banda americana Selena Gomez & the Scene, gravada para seu segundo álbum de estúdio, A Year Without Rain. Foi escrita por Kevin Rudolf, Andrew Bolooki, Jeff Halavacs, Fefe Dobson e Jacob Kasher, sendo produzida pelos três primeiros. O tema foi lançado como primeiro single do álbum pela gravadora Hollywood no dia 18 de Junho de 2010. A faixa foi incluída na coletânea For You(2014).
Na Billboard Hot 100, estreou na 24° posição e esse foi o seu maior pico na tabela e também o mais sucedido da banda até o momento.
O videoclipe foi dirigido por Philip Andelman e lançado no dia 18 de Junho de 2010 no canal oficial da cantora no VEVO. No Disney Channel estreou no dia 20 de Junho de 2010.

## Recepção da crítica
Bill Lamb, do About.com, deu a canção quatro estrelas em um máximo de cinco, dizendo, "Há uma maior maturidade no som de 'Round & Round', que vai chamar a atenção ouvintes adultos imediatamente" e "Qualquer artista no topo do reino dance pop ficaria feliz receber uma canção infalível como 'Round & Round'".
Becky Bain, do Idolator.com disse que a música tinha uma "sintonia infecciosa" que prova que Miley Cyrus não é a única estrela pop adolescente que tem músicas dançantes e divertidas que podem dominar as pistas de dança , e disse também que "A canção, produzida por Kevin Rudolf , é uma pista de dança cativante que parece uma reminiscência de Kylie Minogue"

## Videoclipe

Várias capturas do videoclipe

O vídeo foi filmado em Budapeste, Hungria. É composto de mudanças rápidas de um cenário para outro, e há três cenários: Em um, a banda está cantando e tocando numa espécie de hotel; No outro, Selena está sozinha num local parecido com o interior de uma igreja; E finalmente, o cenário principal, que é a cidade de Budapeste, já que ela passa o clipe inteiro dando voltas e voltas pela cidade, onde ela, o guitarrista da banda Ethan Robert e os outros atores atuam.
No clipe, Selena é uma espiã/agente secreta junto com outros dois homens (um é interpretado por Ethan Roberts, o guitarrista, e o outro por um ator local). No início do clipe, ela recebe uma mala e coloca escutas no lustre de um hotel, depois se disfarça com uma peruca e um óculos e, de moto, entrega um dossiê para um de seus parceiros (o ator) e depois vai até o hotel entregar outro dossiê para seu outro parceiro (Ethan). Porém, Selena estava sendo seguida e investigada desde o começo por um homem misterioso e seus capangas, após descobrir que ela é que estava sendo investigada começa a investigá-los também, tirar fotos e tomar mais cuidado por onde anda. No final, durante um encontro com seu parceiro (o ator) recebe um bilhete dentro de uma xícara, descobrindo que o parceiro que estava com ela era um dos capangas do homem misterioso e vai embora. Depois dela descobrir que estava sendo enganada, os mafiosos começam a persegui-la intensamente, e ela quase é pega, mas consegue fugir com a ajuda de seu parceiro. O homem misterioso cai de uma varanda e ela apaga o fósforo que acendeu na primeira cena, como se o fósforo fosse a vida do homem e que ele estava fora do jogo. A ligação entre o título da música e o clipe é que para ela fugir e quando ela está investigando, dava voltas e voltas (round and round) pela cidade, e também simbolizando que os mafiosos sempre irão dar voltas e voltas mais nunca conseguirão pegá-la.
Uma nova versão do clip foi lançada no dia 20 de janeiro de 2011, a nova versão tem poucas diferenças da original, é toda preto-e-branco e no inicio aparece escrito o nome da banda e o nome do videoclipe.

## Divulgação
A canção foi executada pela banda no America's Got Talent, em 14 de julho de 2010, e também foi realizada no Good Morning America, em 23 de setembro de 2010, juntamente com o segundo single do álbum.

## Paradas musicais
| Parada (2010)                        | Melhor posição |
| ------------------------------------ | -------------- |
| Alemanha German Singles Chart        | 52             |
| Áustria Ö3 Austria Top 40            | 62             |
| Belgian Tip Singles Chart (Flanders) | 19             |
| Top 30 Dance Club Play               | 1              |
| Brasil Hot 100                       | 44             |
| Billboard Hot 100                    | 24             |
| Hot Dance Club Songs                 | 2              |
| Billboard Pop Songs                  | 34             |
| Billboard Digital Songs              | 15             |
| Canadian Hot 100                     | 51             |
| Eslováquia Slovak Airplay Chart      | 39             |
| UK Singles Chart                     | 47             |